# Agelasta robinsoni
Agelasta robinsoni es una especie de escarabajo longicornio del género Agelasta, categorizada en la tribu Mesosini, de la subfamilia Lamiinae. Fue descrita por Gahan en 1906.

## Descripción
Mide 12-17 mm de longitud.

## Distribución
Se distribuye por Malasia.